# Casse-Noisette et les Quatre Royaumes
Pour les articles homonymes, voir Casse-noisette (homonymie).
Pour plus de détails, voir Fiche technique et Distribution.
Casse-Noisette et les Quatre Royaumes (The Nutcracker and the Four Realms) est un film de Noël fantastique américain réalisé par Lasse Hallström et Joe Johnston, et sorti en 2018.
Il s'agit d'une adaptation du conte allemand Casse-Noisette et le Roi des souris d'Ernst Theodor Amadeus Hoffmann et publié en 1816. Il reprend également des éléments du ballet Casse-noisette, notamment les musiques de Piotr Ilitch Tchaïkovski, certaines chorégraphies de Lev Ivanov et Marius Petipa ainsi que le personnage de Clara.
Lors de sa sortie, le film divise la critique qui salue sa direction artistique et les effets spéciaux mais lui reproche la simplicité de son scénario. Il connaît un échec au box-office américain mais réalise un score correct au niveau international, réussissant ainsi à rembourser son budget sans toutefois engendrer de bénéfices supplémentaires importants.

## Synopsis
À Londres vit Clara Stahlbaum et sa famille, dont la mère Marie vient de décéder. La veille de Noël, les enfants Stahlbaum reçoivent de leur père un cadeau de la part de leur mère. Clara hérite d'une petite boîte en forme d'œuf et dotée d'une serrure mais sans la clef, avec un message disant « Tout ce dont tu as besoin est à l'intérieur ». Mais malgré les compétences de la jeune fille pour les inventions, impossible pour Clara de trouver le moyen d'ouvrir la serrure. Lors de la fête annuelle organisée par son parrain, Mr. Drosselmeyer, Clara en profite pour demander à Mr. Drosselmeyer comment déverrouiller son œuf. Il révèle qu'il a fait l'œuf pour Marie quand elle était plus jeune. Son père se met en colère contre Clara car elle refuse de danser avec lui. Clara suit un fil d'or qui doit la guider vers le cadeau de ce dernier.
Elle se retrouve alors dans une magnifique forêt enneigée où elle découvre la fameuse clef qui lui est alors volée par une souris. Alors qu'elle essaye de reprendre la clef des pattes de l'animal, Clara fait la rencontre d'un garde Casse-Noisette nommé Philip Hoffman qui accepte de faire traverser à Clara le pont qui mène au quatrième royaume, où ils échappent de justesse au Roi des souris (Mouserinks) et à Mère Gingembre, la régente de la Terre du Divertissement. Le capitaine Philip conduit Clara au palais où elle rencontre les régents de chaque terre : Frisson pour la Terre des Flocons de Neige, Aubépin pour la Terre des Fleurs et la Fée Dragée pour la Terre des Friandises. Ils disent à Clara qu'ils sont en guerre avec la Terre des Divertissements, qu'ils appellent « le Quatrième royaume ». Il est également révélé que Marie était la reine bien-aimée de cette terre magique et, par conséquent, que Clara en est la princesse.
La Fée Dragée présente alors à Clara une machine qui a permis à Marie de créer leur monde et donner vie aux jouets ; la machine a également créé une armée de soldats pour combattre le Quatrième royaume. Mais la machine ne peut fonctionner qu'avec une clef, la même que celle de la boîte et qui se trouve maintenant chez la Mère Gingembre. Clara et Philip se rendent dans le Quatrième royaume pour récupérer la clé de la Mère Gingembre. Après l’avoir récupéré, Clara est alors déçue de découvrir que l'œuf n'est qu'une boîte à musique Elle s’apprête à abandonner mais Philip lui conseiller de ne pas renoncer. La Fée Dragée utilise la machine pour donner vie aux jouets-soldats et leur ordonne d'attaquer le Quatrième Royaume. Elle admet ensuite qu'elle a menti sur Mère Gingembre qui avait tenté d’empêcher la Fée Dragée de prendre le contrôle des quatre royaumes pour se venger de son abandon de la part de Marie, et que la machine peut également transformer les gens de ce monde en jouets. Elle emprisonne Clara, le capitaine Philip et les régents Frisson et Aubépin, ce qui fait que Clara blâme Philip de ce qu’il leur arrive.
Clara ouvre à nouveau sa boîte à musique et découvre un miroir, lui faisant comprendre que tout ce dont elle avait besoin, c'était d'elle-même. Elle et les autres prisonniers s'échappent. Mouserinks montre à Clara la salle des machines et le capitaine Philip convainc Mère Gingembre d'aider à stopper la Fée Dragée. Clara arrête la machine tout en combattant les soldats avec l'aide de Mère Gingembre mais Fée Dragée la capture et tente de la transformer en jouet. Clara modifie le moteur de la machine pour que celle-ci vise la Fée Dragée lorsqu'il sera activé, la transformant en une poupée de porcelaine et rendant toute son armée inactive sans elle. Une fois la paix restaurée, Mère Gingembre est réhabilitée parmi les autres régents et Philip est promus général Casse-Noisette en compagnie de Mouserinks. Clara s’apprête à partir en promettant à tous qu’elle leur rendra visite. Elle se fait raccompagner par Philip à l’endroit où elle est arrivée; Clara retourne à la fête de Mr Drosselmeyer où le temps a ralenti depuis son départ. Elle et son père Benjamin presentent leurs excuses et elle décide finalement de danser avec lui. Il accepte et Clara ouvre sa boîte à musique. Benjamin révèle que cette musique était la première chanson sur laquelle Marie et lui avaient dansé. Ils dansent toute la nuit dans la salle de bal.

## Fiche technique
Sauf indication contraire, les informations mentionnées dans cette section peuvent être confirmées par la base de données cinématographiques IMDb,  présente dans la section « Liens externes ».
- Titre original : The Nutcracker and the Four Realms
- Titre français et québécois : Casse-Noisette et les Quatre Royaumes
- Réalisation : Lasse Hallström et Joe Johnston
- Scénario : Ashleigh Powell, d'après le conte Casse-Noisette et le Roi des souris d'Ernst Theodor Amadeus Hoffmann et le ballet Casse-noisette (retouches par Tom McCarthy, non crédité)
- Décors : Guy Hendrix Dyas
- Costumes : Jenny Beavan
- Photographie : Linus Sandgren
- Montage : Stuart Levy
- Musique : James Newton Howard
- Casting : Lucy Bevan
- Production : Larry Franco et Mark Gordon
- Sociétés de production : Walt Disney Pictures et Mark Gordon Pictures
- Société de distribution : Walt Disney Studios Motion Pictures
- Budget : 120 millions de dollars[2]
- Pays d'origine :  États-Unis
- Langue originale : anglais
- Format : couleur—35mm—65mm - 1.85 : 1 - son Dolby Atmos - RealD 3D / 4DX / Dolby Cinema
- Genre : Fantastique
- Durée : 99 minutes
- Dates de sortie :
  - Belgique : 31 octobre 2018
  - États-Unis /  Canada /  Québec : 2 novembre 2018
  - France : 28 novembre 2018

## Distribution
- Mackenzie Foy (VF : Clara Quilichini ; VQ : Fanny-Maude Roy) : Clara Stahlbaum
- Jayden Fowora-Knight (VF et VQ : Alex Fondja) : le capitaine Philipp Hoffmann
- Keira Knightley (VF : Sybille Tureau ; VQ : Mylène Mackay) : la Fée Dragée, régente de la Terre des Friandises (Sugar Plum Fairy en VO)
- Helen Mirren (VF : Annie Le Youdec ; VQ : Claudine Chatel) : la Mère Gingembre, régente de la Terre du Divertissement (Mother Ginger en VO)
- Morgan Freeman (VF : Benoît Allemane ; VQ : Guy Nadon) : Drosselmeyer
- Eugenio Derbez (VF : Guillaume Beaujolais ; VQ : Daniel Lesourd) : Aubépin, régent de la Terre des Fleurs (Hawthorne en VO)
- Richard E. Grant (VF : Jean-Louis Faure ; VQ : Patrick Chouinard) : Frisson, régent de la Terre des Flocons de Neige (Shiver en VO)
- Misty Copeland : la Princesse Ballerine
- Matthew Macfadyen (VF : Thierry Ragueneau ; VQ : Tristan Harvey) : Benjamin Stahlbaum
- Anna Madeley (VF : Audrey Sourdive ; VQ : Rachel Graton) : Marie Stahlbaum
- Ellie Bamber (VF : Delphine Rivière ; VQ : Elisabeth Forest) : Louise Stahlbaum
- Tom Sweet (VF : Oscar Vidal-Lefèbvre ; VQ : Lorik Saxena) : Fritz Stahlbaum
- Sergueï Polounine : Le danseur
- Jack Whitehall (VF : Valentin Merlet ; VQ : Frédérik Zacharek) : Harlequin
- Omid Djalili (VF : Gérard Darier) : le cavalier
- Meera Syal : la cuisinière des Stahlbaum
- Lil Buck : le Roi des Souris (capture de mouvement)
- Gustavo Dudamel : le chef d'orchestre (caméo)

 Source et légende : version française (VF) sur RS Doublage et sur AlloDoublage
 Source et légende : version québécoise (VQ) sur Doublage.qc.ca

## Production

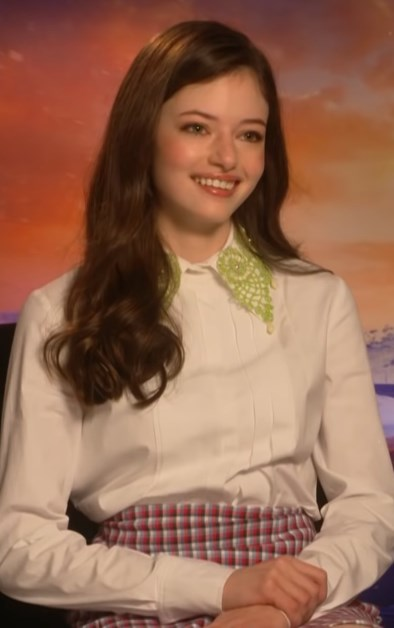
Mackenzie Foy, l'interprète de Clara, lors d'un interview presse avec MTV pour la promotion du film en 2018.

### Genèse
Le 4 mars 2016, Walt Disney Pictures annonce la production d'un film en prise de vue réelle adapté du conte allemand Casse-Noisette et le Roi des souris de Ernst Theodor Amadeus Hoffmann, réalisé par Lasse Hallström et dont le nom serait Casse-Noisette et les Quatre Royaumes.
Bien qu'il se base principalement sur le conte, il est également confirmé que le film reprendrait quelques éléments du ballet Casse-noisette, ce dernier étant scénaristiquement différent du conte en raison du fait qu'il est adapté d'une version française d'Alexandre Dumas. En revanche, les musiques et les chorégraphies du ballet seront des éléments principaux du film.

### Attribution des rôles
Le 13 juillet 2016, la danseuse classique Misty Copeland annonce sur son compte Instagram sa présence à la distribution du film pour un important numéro de danse classique. Elle est suivie par Mackenzie Foy qui signe pour le rôle-titre de la jeune Clara et l'acteur Morgan Freeman.
En août 2016, Keira Knightley obtient le rôle de la Fée Dragée et Helen Mirren signe pour celui de la Mère Gingembre. Par la suite, la distribution s'étoffe avec la présence de Ellie Bamber, Eugenio Derbez et Jack Whitehall.
En octobre 2016, Miranda Hart signe pour le rôle de la Fée de la Goutte de Rosée, néanmoins, lors de la sortie du film, l'actrice n'y apparait pas.

### Tournage
Le tournage a débuté en octobre 2016 dans le South Kensington et aux Pinewood Studios au Royaume-Uni, et s'est achevé à la fin du mois de janvier 2017.
En décembre 2017, Walt Disney Pictures annonce que des reshoots et des scènes supplémentaires seront tournées sur 32 jours par Joe Johnston avec un script de Tom McCarthy, Lasse Hallström n'étant pas disponible. Ce dernier s'occupera néanmoins de superviser ces nouvelles scènes en post-production.
Par la suite, les deux réalisateurs acceptent d'être crédités comme co-réalisateur sur le projet.

### Musiques
Une partie de la musique du film est adapté des compositions de Piotr Ilitch Tchaïkovski pour le ballet Casse-noisette. Le compositeur James Newton Howard est engagé par la production pour retravailler les compositions mais également pour en réaliser de nouvelles.
L'enregistrement se fait avec le pianiste Lang Lang ainsi que l'orchestre Philharmonia, dirigé par le chef d'orchestre Gustavo Dudamel. Ce dernier fait également une apparition dans le film lors d'un caméo dont la mise en scène rend hommage au segment Toccata et fugue en ré mineur du film d'animation Fantasia.
Pour la bande-originale, Andrea Bocelli et son fils ont enregistré un duo intitulé Fall on Me.

## Accueil

### Critique
Aux États-Unis, le film reçoit un accueil mitigé de la critique. Sur le site agrégateur de critiques Rotten Tomatoes, il obtient un score de 34 % de critiques positives, avec une note moyenne de 5,2/10 sur la base de 175 critiques. Le consensus critique établi par le site résume que malgré le manque d'histoires intéressantes et de numéros de danse éblouissants, le film est une production pour les fêtes de fin d'année agréable à regarder mais néanmoins, facile à oublier. Sur Metacritic, il obtient un score de 39/100 sur la base de 38 critiques collectées.
En France, il reçoit des critiques moins sévères. D'après le site Allociné, réunissant les critiques des principaux professionnels, sur 8 titres de presses, 6 magazines lui attribuent une critique allant de positive à mitigée et 2 lui offrent une critique négative.
Pour 20 Minutes, le film est « une oeuvre visuellement somptueuse ». Le site Écran Large et les journaux Le Parisien et Le Point saluent la direction artistique du film. Néanmoins, la simplicité du scénario est pointée par plusieurs critiques.
Le magazine Libération accorde une critique plus mitigée au film, saluant sa cohérence et son sens de l'aventure et du merveilleux mais regrettant sa simplicité et son manque de prises de risques.
Parmi les critiques négatives, Télérama regrette « les costumes kitsch et le jeu des acteurs affecté ».

### Box-office
| Pays ou région | Box-office      | Date d'arrêt du box-office | Nombre de semaines |
| -------------- | --------------- | -------------------------- | ------------------ |
| France         | 801 791 entrées | 22 janvier 2019            | 8                  |
| États-Unis     | 54 858 851 $    | 17 janvier 2019            | 11                 |
| Mondial        | 173 961 069 $   | 21 avril 2019              | -                  |

Le 3 novembre 2018, le film fait un mauvais démarrage avec seulement 5,619 millions de dollars de recettes le premier jour, loin des 20 millions attendus par le studio. Lors de sa première semaine d'exploitation aux États-Unis, le film arrive à la deuxième place du box-office, derrière Bohemian Rhapsody, réalisant le moins bon démarrage pour un film du studio Walt Disney Pictures depuis The Finest Hours. Il arrive par la suite à réaliser des performances correctes au box-office international, lui permettant de rembourser son budget de 120 millions de dollars après quatre semaines d'exploitation.
Au 21 avril 2019, le film a récolté 54,8 millions de dollars aux États-Unis et 119,1 millions de dollars dans le reste du monde, dont un peu plus de 5,8 millions en France, pour un total mondial de 173,9 millions.